# Chen Zhen (Bildhauer)

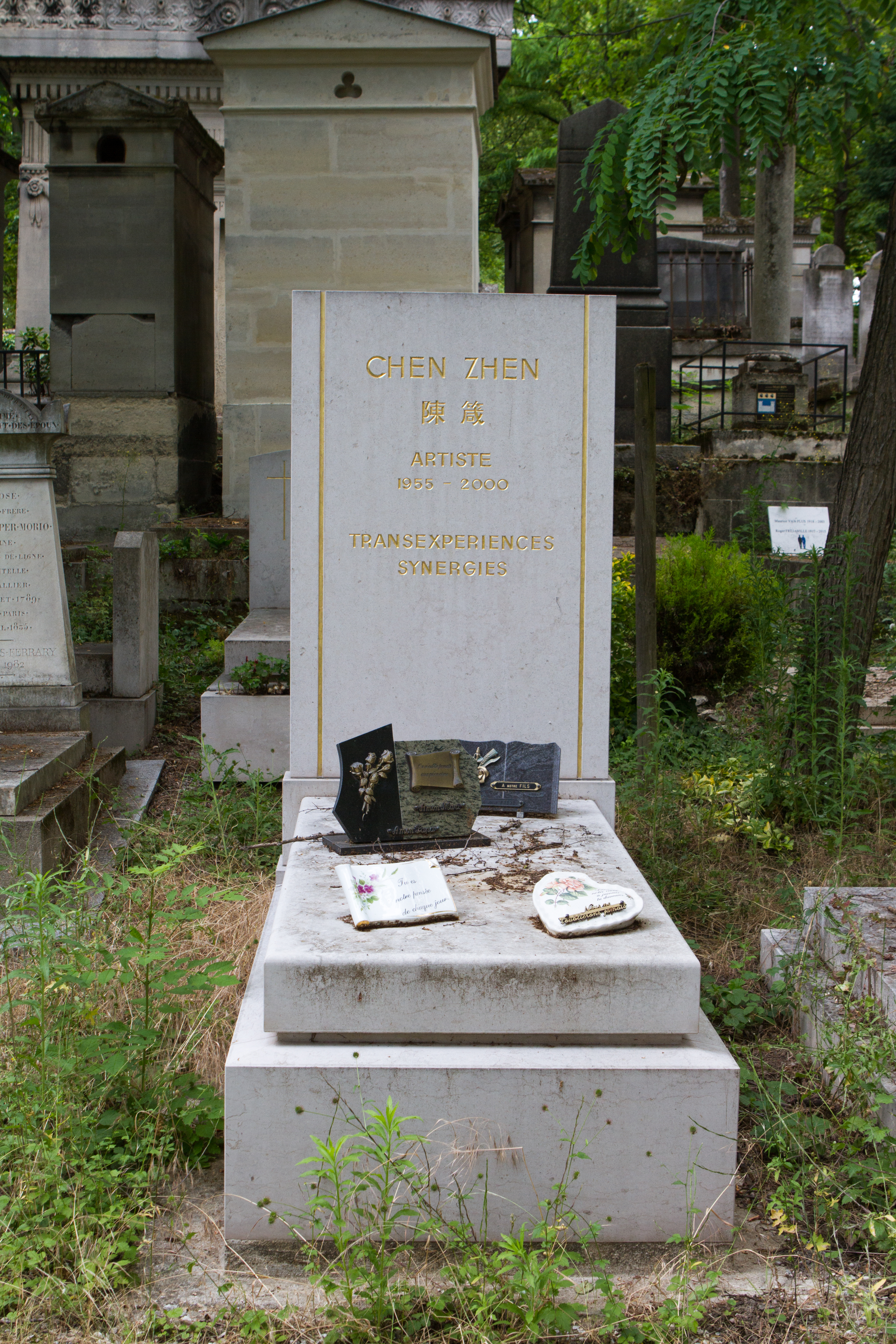
Chen Zehns Grabstein auf dem Pére-Lachaise-Friedhof in Paris

Chen Zhen (chinesisch 陈箴, Pinyin Chén Zhēn; * 4. Oktober 1955 in Shanghai, Volksrepublik China; † 13. Dezember 2000 in Paris, Frankreich) war ein französischer Bildhauer, Installationskünstler und Hochschullehrer.

## Leben
Chen Zhen war der Sohn zweier Ärzte und wuchs während der Kulturrevolution in der früheren französischen Konzession Shanghais auf. Er studierte am Shanghai Arts College der Universität Shanghai und später am Shanghai Drama Institute, der heutigen Shanghai Theatre Academy. Dort belegte er das Spezialfach Bühnendesign. 1982 wurde er dort Professor. Im gleichen Jahr wurde bei ihm eine Autoimmunhämolytische Anämie diagnostiziert und ihm noch fünf Jahre Überlebenszeit angedeutet.
Nach einem Zwangsaufenthalt in Tibet im Jahre 1983 ging Chen Zhen 1986 nach Frankreich, um dort an der École nationale supérieure des beaux-arts de Paris zu studieren. Weitere Studien machte er an dem Pariser Institut des Hautes Études en Arts Plastiques (IHEAP). Seinen Lebensunterhalt verdiente er unter anderem als Porträtzeichner auf den Pariser Straßen.

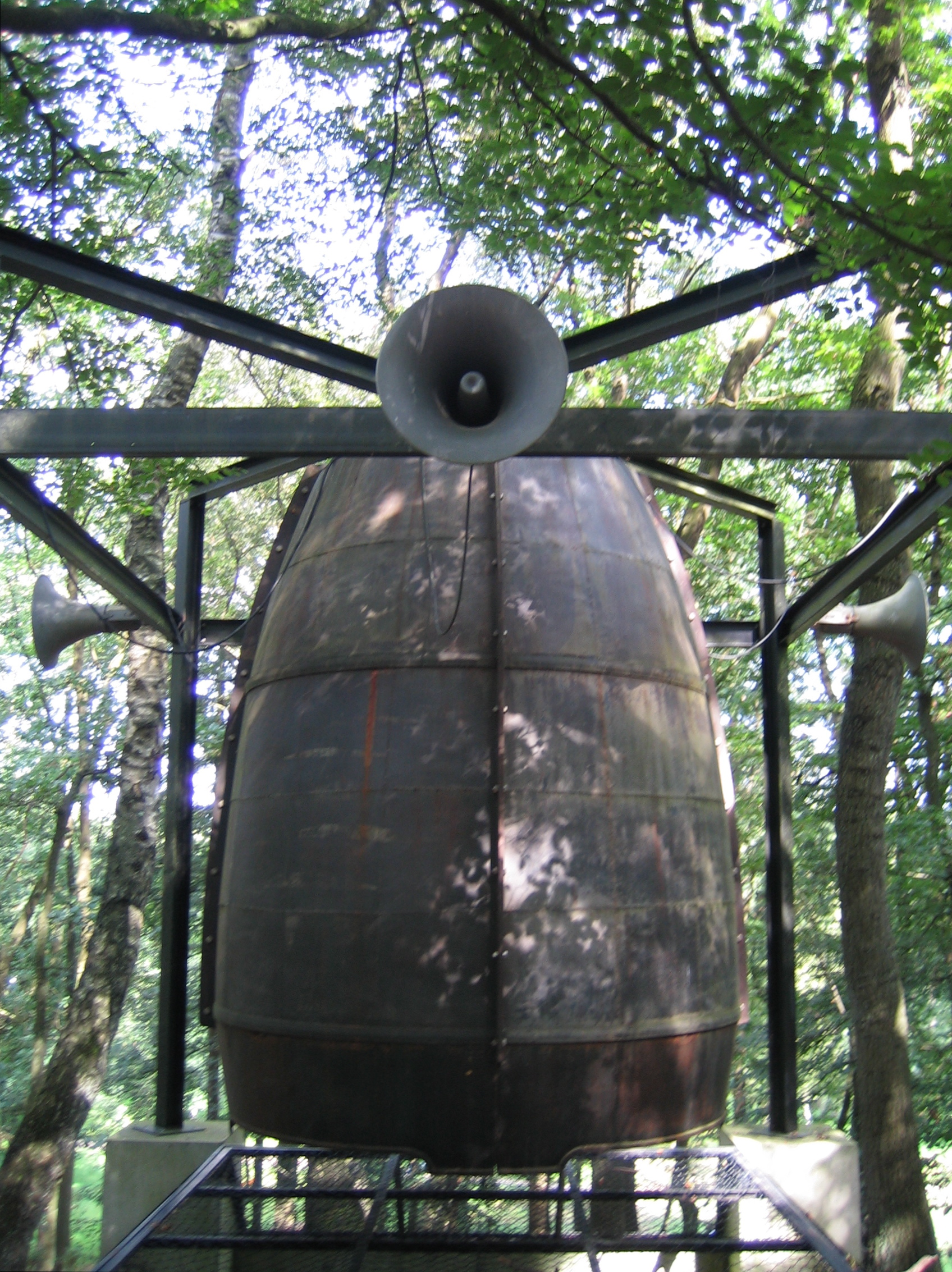
Resonance (1994) von Chen Zhen im Kröller-Müller Museum, Niederlande

In den 1990er Jahren erlangte er zunehmend internationale Bekanntheit in der Kunstszene. Chen Zhen war von 1993 bis 1995 Professor am IHEAP und ging dann bis 1999 an die École nationale supérieure d’art de Nancy in Lothringen. In diesen Jahren nahm er die französische Staatsbürgerschaft an. Er wurde nach seinem Krebstod auf dem Pariser Friedhof Père-Lachaise bestattet. Seine Frau Xu Min sorgte dafür, dass die von ihm geplante Brunnenplastik La Danse de la fontaine émergante nach seinen Planungen fertiggestellt wurde. Der Brunnen wurde 2008 in seinem Pariser Kiez, dem 13. Arrondissement, eingeweiht.

## Persönliches
Chen Zhens Eltern leben und arbeiten als bekannte Ärzte und Professoren in Shanghai. Sein Bruder Chen Zhu ist Hämatologe und war Gesundheitsminister der Volksrepublik und einer der stellvertretenden Vorsitzenden des Ständigen Ausschusses des Nationalen Volkskongresses in Peking. Chen Zhen und seine Frau Xu Min haben einen Sohn.

## Werke (Auswahl)
Viele von Chen Zhens Werken sind von Spannungsfeldern geprägt. Beispielhafte Spannungsfelder sind Traditionen und Erfahrungen aus seiner chinesischen Heimat im Kontrast mit denen aus seiner französischen Heimat oder die Beziehung von Leben und Tod. Hierfür schuf und prägte er den Begriff „Transerfahrungen“. Chen Zhen war überzeugt, dass die ethnische Identität ein ewiger Wandelprozess ist. Dieser ändert sich nicht nur durch Erfahrungen wie Kontakt mit Mitgliedern anderer ethnischen Gruppen, sondern auch durch das Wandeln der Identität der Mitglieder der eigenen ethnischen Gruppe. Auch diese Überzeugung lässt sich in den Aussagen seiner Werke wiederfinden. Außerdem flossen seine Erfahrung als Migrant in seine Kunstwerke ein.
Als Anhänger der Avantgarde-Bewegung sah er Kunst als kritische Auseinandersetzung mit der gesellschaftlichen Realität und als Mittel zur Heilung aller möglichen Probleme des Lebens. Umso freier er als Künstler wurde, umso mehr beobachtete er einen Bruch von z. B. Modernität und kultureller Diversität und Mensch und Natur in der Gesellschaft. Als Antwort auf diese ökologische und spirituelle Krise fand ein System von Reinheit und Heilung Einfluss in seine Installationen. Viele seiner benutzten Materialien sind entweder recycelt oder natürliche Materialien. Außerdem werden sie häufig unterstützt von Texten, Soundelementen und sogar teilweise Live-Auftritten. So sollte eine Verbindung des Materials und der spirituellen Harmonie geschaffen werden.
Die Krebsdiagnose führte dazu, dass Chen Zhen sich traditionellen chinesischen Heilungspraktiken zuwandte. Diese fanden fortan größeren Einfluss in seine Kunst.

### La Danse de la fontaine émergente (2008)
Die Brunnenplastik erinnert an einen Drachen, der sich über den Augusta Holmes-Platz windet. Sie besteht aus Stahl, Glas und Plastik. Durch den Drachen fließt Wasser, dass man durch das Glas und Plastik sehen kann. Nachts wird dieses Wasser illuminiert. Es stammt aus einem Kreislauf, der aus einem unterirdischen Tank und wird mit einem hohen Druck von einem hydraulischen System in den Drachenkörper eingespritzt. Die Plastik soll an die Energie und das, die Stadt Paris versorgende, Wasser der Seine erinnern. Aber auch die Verbindung der asiatischen Gemeinschaft und der Stadt Paris soll dargestellt werden. Außerdem wird auf die unterirdische Wasserversorgungsanlage hingewiesen, die sich unter der Plastik befindet.
1999 beauftragte die Stadt Paris Shen Zhen mit der Schaffung einer Brunnenplastik.  Shen Zhen hinterließ nach seinem Tod Skizzen, wie der Brunnen aussehen sollte. Seine Frau Xu Min kümmerte sich nach seinem Tod 2000 um das Projekt. Am 12. Februar 2008 wurde der Brunnen eingeweiht. Finanziert wurde das 1,2 Millionen € teure Projekt durch die Stadt Paris und das französische Kultusministerium.

### Un Village sans frontières (2000)
Un Village sans frontières ist eine Sammlung von 5 Kunstwerken, die sich heute in der Sammlung des Museums of Modern Art in New York befindet. Es handelt sich um Chen Zhens letztes Werk, das kurz vor seinem Tod entstand. Das Werk besteht aus Kinderstühlen und farbigen Kerzen, die auf den Sitzflächen der Stühle verschiedene Häuser formen. Entstanden ist das Werk im Jahr 2000 in Salvador da Bahia in Brasilien. Chen Zhen war hierhin eingeladen worden. Zusammen mit verschiedenen Kindern aus prekären Verhältnissen schuf Chen Zhen die verschiedenen Häuser.
Das Gesamtwerk repräsentiert eine bunte Stadt ohne Grenzen in der verschiedene Kulturen friedlich Seite an Seite koexisistieren. Gehalten wird die Stadt von den Sitzen aller Länder. Weiterhin repräsentieren die Stühle die Intimität, Sicherheit und Verletzlichkeit von Wohnräumen. Die ständige Veränderung von Heimat und Gemeinschaft wird durch die Entflamm- und Wandelbarkeit der Kerzen symbolisiert. Außerdem war Chen wichtig, Werte und Moral an die nächsten Generation weiterzugeben.

### Cocon du Vide (2000)
Die Skulptur Cocon du Vide wurde im Jahr 2000 von Chen Zhen geschaffen. Zu dieser zeit arbeitete er in seinen Ateliers in New York, Paris und Shanghai. Die Skulptur besteht aus Perlen, die auf ein horizontales und vertikales Stahlgerüst gefädelt sind, und umschließt einen alten chinesischen Holzstuhl.
Die Kuratoren Matthew Gale und Valentina Ravaglia erkennen in dem Werk eine große Lehre, aber auch das Potenzial zum Wachsen und für Transzendenzen. So zeige das Werk Chen Zhens Interesse an Meditation und Heilungsprozessen. Zwischenräume waren ein zentrales Symbol seiner Kunst. Laut dem Verein „Amis de Chen Zhen“ (deutsch: Freunde Chen Zhens) stehen diese für einen neuen, leeren Raum, in dem alle Möglichkeiten geboten sind. Außerdem erinnert das Werk an die Kokons von Raupen, die in China zur Seidenproduktion geerntet werden. Nachweislich interessierte er sich für diesen Prozess. Auch eine Parallele zum Konzept von Yin und Yang ist möglich. Die Skulptur bildet hier einerseits durch ihre äußere Form die eine Hälfte des Symbols.  Andererseits wird auch die Leere als Gegensatz zum Vollen als eine Hälfte des Spannungsfelds gesehen. Cocon du Vide ist ein klassisches Werk Chen Zhens, Stile und Techniken verschiedener Kulturen werden in einem Kunstwerk vereint. Heute befindet sich die Skulptur in der Sammlung der Tate Gallery.

## Ausstellungen (Auswahl)
Quelle für Ausstellungen von 1990–1997: Kenyon College
- 1990: Hangar 028, Paris
- 1991: Valentina Moncada Gallery, Rome
- 1991: Ecole Nationale Superieure des Beaux-Arts of  Paris
- 1991: Dany Keller Gallery, Munich
- 1992: Espaces des Arts, Colomiers
- 1992: Vivita Gallery, Florence
- 1992: Le Magasin, Centre National d’Art Contemporain de Grenoble, Grenoble
- 1992: Arts 04,Centre d’Art Contemporain de St-Remy-de-Provence
- 1993: Michel Rein Gallery, Tours
- 1993: Centraal Museum Utrecht
- 1993: Lumen Travo Gallery, Amsterdam
- 1993: Dany Keller Gallery, Munich
- 1994: The New Museum of Contemporary Art, New York
- 1994: Ecole Nationale des Beaux-Arts of Nancy
- 1995: Ghislaine Hussenot Gallery, Paris
- 1995: Jean Bernier Gallery, Athens
- 1996: Deitch Projects, New York
- 1996: Musée Leon Dierx, La Reunion
- 1996: Centre International d’Art Contemporain, Montreal
- 1997: Amolfini, Bristol
- Institute of Contemporary Art, Boston, Massachusetts, USA.
- 2000/2001: Chen Zhen ‘Field of Energy‘, Galleria Continua, San Gimignano[16]
- 2003: Chen Zhen: A Tribute, MoMA PS1, New York City, USA[17]
- 2004–2006: Chen Zhen ‘Prayer wheel‘, Galleria Continua, San Gimignano[18]
- 2005: Chen Zhen ‘Transexpériences‘, Galleria Continua, Peking[19]
- 2006: Kunstmuseum Shanghai
- 2006/2007: Chen Zhen ‘Même lit, rêves différentes‘, Galleria Continua, San Gimignano[20]
- 2007/2008: Chen Zhen ‘Jardin mémorable‘, Galleria Continua, San Gimignano[21]
- 2oo7: Chen Zhen: 1991–2000 unrealized/Der Körper der Landschaft, Kunsthalle Wien, danach im MART Museo di arte moderna e contemporanea di Trento e Rovereto, Rovereto, Italien. Katalog.
- 2008: Silence Sonore, ou l’humaniste du XXe siècle, Palais de Tokyo, Paris[22]
- 2010: Musée Guimet, Paris[23]
- 2010: Chen Zhen ‘Purification Room‘, Galleria Continua, San Gimignano[24]
- 2011/2012: Chen Zhen ‘Les pas silencieux‘, Galleria Continua, San Gimignano[25]
- 2014/2015: Chen Zhen: In-Between, Blueproject Foundation, Barcelona[26][27]
- 2015: Without going to New York and Paris, life could be internationalized, Rockbund Art Museum, Shanghai[28]
- 2016: Chen Zhen ‘Jardin Lavoir‘, Galleria Continua, Les Moulins[29]
- 2017/2018: Chen Zhen, Galleria Continua, Habana[30]
- 2020/2021: Short-circuits, Pirelli HangarBicocca, Mailand[31]